# Längnums kyrkplats
Längnums kyrkplats ligger i Längnums socken i Grästorps kommun. Av kyrkan finns inget kvar ovan jord. År 1868 revs byggnaden för att lämna material till en ny kyrka på annan plats. Längnums gamla kyrka tillhörde Skara stift. 

## Kyrkans läge
Kyrkbyn ligger på en bergås och kyrkan var uppförd i den norra delen av den långsträckta bebyggelsen. På en kulle strax utanför kyrkogården har man förr haft marknadsplats. Men marknaderna upphörde vid mitten på 1800-talet på församlingens begäran. 

## Kyrkobyggnaden

### Den ursprungliga byggnaden
Om kyrkan som har sitt ursprung i tidig medeltid vet man inte mycket. Den ursprungliga romanska anläggningen anses bestått av ett rektangulärt långhus med ett mindre rakslutet kor i öster. På södra långhusväggen nära västra gaveln fanns huvudingången. Både långhus och kor hade var sitt litet fönster på södra sidan. 
Från kyrkans tillkomst tid hör dopfunten. Av denna återstår endast cuppan av granit. Denna är cylindrisk med ornament i relief av människor och djur. Det föreställer två män stridande med drakar, den helige Mikaels djävulskamp, trons strid med otron. Under kyrkans sista tid befanns denna utslängd på kyrkogården och efter kyrkans raserande togs cuppan till den nya kyrkan Fridhem där den idag förvaras. Vid år 1583 meddelas att mässkurd och altarkläden var utslitna, att kyrkan äger en nattvardskalk och en klocka, samt att byggnadens murar var i rätt gott skick jämfört med häradets övriga kyrkor.   

### Om och tillbyggnader
Hela kyrkan genomgick en stor restaurering och ombyggnad omkring år 1690. Likt många andra kyrkor ombyggdes koret och försågs nu med det för tiden moderna tresidiga koret. Den 23 maj detta år höll biskop Haquin Spegel visitation av anläggningen. Härvid lovade biskopen att utskriva en kollekt till klockan omgjutning som socknen tidigare blivit lovad. Detta skedde tydligen rätt snart då en inskription på klockan anger den gjuten år 1695.
Vid början av 1700-talet reparerades kyrkobyggnaden i flera omgångar. År 1753 inköptes en ny altartavla och byggnaden ansågs vara i gott skick. År 1829 försågs kyrkan delvis med en ny inredning, såsom altarbord, och fick en skiljevägg i koret till sakristia. En ny läktare byggdes dessutom, samt nytt innertak. Detta var sista gången byggnaden reparerades eller underhölls.

### Beskrivning av kyrkobyggnaden 1829
Vid samma tid uppmättes kyrkobyggnaden till att vara 17,80 meter lång, 13 meter bred och 6 meter i höjd. Murarnas tjocklek var omkring 0,9 meter. Byggnaden hade 2 dörrar, en på södra långhusväggen som hade lås, samt en på västra gaveln som hade bom. Båda dörrarna av ek. De sex blåmålade fönstren var 4 alnar höga och försedda med blybeslag. Vapenhus av sten fanns uppförda framför båda ingångarna. Sydväst om kyrkan stod klockstapeln av ek med ekspånad huv. Här hängde 2 klockor. Förutom den tidigare omtalade från 1695 fanns en vällingklocka som inköpts år 1824 från Hedåker. Kyrkogården var till stor del inhägnad med stenmur förutom en sträcka av träbalk. I väst en rödmålad port och en stiglucka med tegeltak på norra långsidan.
Invändigt hade kyrkan trägolv och platt tak utan målningar. Mellan de 21 bänkarna fanns den ovanligt smala mittgången. Varje bänk rymde 6-8 personer och vid altaret fanns endast plats för 10-12 personer vid nattvarden. Det runda altarbordet hade en ekskiva med rött kläde.

## Kyrkans raserande
Redan på 1720-talet föreslogs att slå ihop Längnum, Malma  och Hyringa kyrkor. Den 31 juli 1853 på en särskild sockenstämma beslutades att de tre sockenkyrkorna skulle raseras och istället uppföra en ny gemensam som skulle heta Fridhems kyrka. Detta skedde först 1868. Kyrkans inredning såldes på en auktion för att ge medel till nybygget. Den lilla klockan blev åter vällingklocka och ska hänga på Mariebergs gård i Tengene. Storklockan hamnade i Äspereds kyrka i Älvsborgs län. Den gamla dopfuntens cuppa låg en tid som prydnad på den nya kyrkogården men skall nu vara placerad som fot till Malmas gamla dopfuntscuppa.